# Arrondissement de Thiès Sud
Das Arrondissement de Thiès Sud in der Großstadt Ville de Thiès, der Präfektur des Départements Thiès in der Region Thiès in Senegal, wurde 2008 definiert als übergeordnete Verwaltungsebene für zwei der drei communes d’arrondissement, die zeitgleich im Stadtgebiet auf der Ebene der kommunalen Selbstverwaltung geschaffen wurden. Die Präfektur des Arrondissements liegt in Thiès Ouest.

## Geografie
Das Arrondissement nimmt den Süden der Stadt ein, hat eine Fläche von 15,831 km² und ist fast vollständig bebaut. Es ist vor dem Arrondissement de Thiès Nord das flächenmäßig kleinste Arrondissement im Département Thiès. Es ist durch den hohen Grad der Urbanisierung mit den bevölkerungsstarken Ortschaften in dem die ganze Stadt umgebenden Arrondissement de Keur Moussa baulich zusammengewachsen.

## Bevölkerung
Die letzte Volkszählung ergab für das Arrondissement folgende Einwohnerzahlen:
| Commune        | Fläche km² | Einwohner 2023 |
| Thiès Est      | 5,521      | 166.256        |
| Thiès Ouest    | 10,310     | 88.859         |
| Arrondissement | 15,831     | 255.115        |